# Trofeo Villa de Madrid 1980
La octava edición del Trofeo Villa de Madrid se disputó en la capital de España entre el 18 y el 20 de agosto de 1980. Junto al anfitrión, el Atlético de Madrid, conformaban el plantel de equipos participantes el CSKA Sofia, equipo que disputaba la máxima competición búlgara, Ajax de Ámsterdam y el Sport Club Internacional.

## Resultados

### Semifinales
| 18 de agosto de 1980 | Atlético de Madrid | 1:1 (1:1) | CSKA Sofia   | Vicente Calderón, Madrid                                          |                                                                   |
|                      | Dirceu 2'          |           | Djerisov 15' | Asistencia: 40.000 espectadores Árbitro(s): Ausocuo Sanz (España) | Asistencia: 40.000 espectadores Árbitro(s): Ausocuo Sanz (España) |

| Lanzamientos de penalty |                  |     |                  |          |
| Quique Ramos            | Acierto de penal | 1:0 | Fallo de penal   | Djevisov |
| Dirceu                  | Fallo de penal   | 1:1 | Acierto de penal | Markov   |
| Rubio                   | Acierto de penal | 2:1 | Fallo de penal   | Velkov   |
| Bermejo                 | Acierto de penal | 3:1 | Fallo de penal   | Volkov   |
|                         |                  |     |                  |          |

| 19 de agosto de 1980 | Ajax Ámsterdam                                  | 3:1 (2:1) | Internacional    | Vicente Calderón, Madrid                                             |                                                                      |
|                      | Wim Kieft 2' Piet Hamberg 36' Kees Zwamborn 72' |           | Cléo Hickman 31' | Asistencia: 15.000 espectadores Árbitro(s): Jiménez Sánchez (España) | Asistencia: 15.000 espectadores Árbitro(s): Jiménez Sánchez (España) |

### 3.er. y 4º puesto
| 20 de agosto de 1980 | CSKA Sofia             | 2:2 (2:0) | Internacional           | Vicente Calderón, Madrid                                         |                                                                  |
|                      | Djevisov 17' Iliev 23' |           | Silvinho, 61' Jair, 65' | Asistencia: 30.000 espectadores Árbitro(s): Ramos Marco (España) | Asistencia: 30.000 espectadores Árbitro(s): Ramos Marco (España) |

| Lanzamientos de penalty |                  |     |                  |                 |
| Djevisov                | Fallo de penal   | 0:1 | Acierto de penal | Claudio Mineiro |
| Kerimov                 | Fallo de penal   | 0:1 | Fallo de penal   | Jair            |
| Iliev                   | Acierto de penal | 1:1 | Fallo de penal   | Batista         |
| D. Dimitrov             | Acierto de penal | 2:2 | Acierto de penal | Beretta         |
| Velinov                 | Acierto de penal | 3:3 | Acierto de penal | André           |
| Ranguelov               | Fallo de penal   | 3:3 | Fallo de penal   | Mauro           |
| G. Dimitrov             | Acierto de penal | 4:4 | Acierto de penal | Benítez         |
| Volkov                  | Acierto de penal | 5:5 | Acierto de penal | Toninho         |
| Velkov                  | Acierto de penal | 6:5 | Fallo de penal   | Silyinho        |
|                         |                  |     |                  |                 |

### Final
| 20 de agosto de 1980 | Atlético de Madrid | 1:1 (0:0) | Ajax Ámsterdam    | Vicente Calderón, Madrid                                          |                                                                   |
|                      | Quique Ramos 81'   |           | Keje Molenaar 85' | Asistencia: 60.000 espectadores Árbitro(s): Miguel Pérez (España) | Asistencia: 60.000 espectadores Árbitro(s): Miguel Pérez (España) |

| Lanzamientos de penalty |                  |     |                  |                 |
| Quique Ramos            | Acierto de penal | 1:1 | Acierto de penal | Keje Molenaar   |
| Rubio                   | Acierto de penal | 2:1 | Fallo de penal   | Wiggermansen    |
| López                   | Acierto de penal | 3:1 | Fallo de penal   | Jensen          |
| Pedro Pablo             | Fallo de penal   | 3:1 | Fallo de penal   | Dick Schoenaker |
|                         |                  |     |                  |                 |

| España                                 |
| Campeón Atlético de Madrid 4.to título |